# Problema ben posto
Con il termine problema ben posto in analisi matematica si intende, nell'accezione proposta dal matematico francese Jacques Hadamard nel XX secolo, un modello matematico di un fenomeno fisico tale da rispettare le seguenti proprietà:
1. deve esistere almeno una soluzione,
2. tale soluzione è unica,
3. la soluzione varia in modo continuo al variare dei dati inseriti.

Esempi archetipici di problemi ben posti includono il problema di Dirichlet per l'equazione di Laplace e l'equazione del calore per specifiche condizioni iniziali.
I problemi che non rispettano le condizioni di Hadamard sono definiti mal posti, come spesso accade ai problemi inversi, infatti, ad esempio, l'inversa dell'equazione del calore, che deduce una precedente distribuzione della temperatura dai dati finali, non è ben posta in quanto la soluzione è altamente sensibile ai cambiamenti nei dati finali.
Problemi possono sorgere anche in problemi ben posti nel caso sia necessario discretizzare un modello continuo per poterlo elaborare in forma numerica (mediante computer). Infatti, sebbene le soluzioni possano essere continue rispetto alle condizioni iniziali, potrebbero soffrire di instabilità numerica se risolte con precisione finita o con errori nei dati. Inoltre, anche se un problema è ben posto, può comunque essere mal condizionato, che significa che un piccolo errore nei dati iniziali può causare errori molto più grandi nelle risposte, come accade nei sistemi complessi non lineari (i cosiddetti sistemi caotici).
Se il problema è ben posto, allora ha buone possibilità di essere risolto mediante un computer utilizzando un algoritmo stabile. Se non è ben posto, deve essere riformulato per essere trattato numericamente. In genere ciò comporta l'inclusione di ipotesi aggiuntive, come la fluidità della soluzione, processo noto come regolarizzazione. La regolarizzazione di Tikhonov è una delle più utilizzate nel caso di problemi lineari mal posti.

## Metodo energetico
Un metodo per determinare se un problema è ben posto si basa sulla derivazione di una stima del valore dell'energia associata a un dato problema.
Esempio: Si consideri l'equazione di avvezione lineare con condizioni al contorno di Dirichlet omogenee e propri dati iniziali {\displaystyle f(x)}:
{\displaystyle {\begin{cases}u_{t}+\alpha u_{x}=0,0<x<1,\alpha >0,\\u(x,0)=f(x),\\u(0,t)=0,\\u(1,t)=0.\\\end{cases}}}
In base al metodo dell'energia, si moltiplica l'equazione per {\displaystyle u} e si integra lungo lo spazio nell'intervallo dato:
{\displaystyle \partial _{t}\int _{0}^{1}{\frac {u^{2}}{2}}dx=-\alpha \int _{0}^{1}uu_{x}dx\Rightarrow {\frac {1}{2}}\partial _{t}\|u\|_{2}^{2}=-\alpha {\frac {u^{2}}{2}}{\Big |}_{0}^{1}=0.}
Quindi si integra lungo il tempo e si ottiene la stima energetica
{\displaystyle \|u(\cdot ,t)\|_{2}\leq \|f(\cdot )\|_{2}} (norma p).
Da questa stima energetica si può concludere che il problema è ben posto.